# M. Emmet Walsh
Pour les articles homonymes, voir Walsh.
Michael Emmet Walsh, né le 22 mars 1935 à Ogdensburg (État de New York) et mort le 19 mars 2024 à Saint Albans (Vermont), est un acteur américain.

## Biographie
D'origine irlandaise, M. Emmet Walsh grandit dans le Vermont et étudie à l'université Clarkson. Dans les années 1960, il tient des rôles dans des séries télévisées comme le soap opera The Doctors.
En 1978, il est remarqué dans Le Récidiviste, où il tient le rôle d'un auxiliaire de justice odieux, et donne la réplique à Dustin Hoffman. L'année suivante, il joue dans la comédie Un vrai schnock, avec Steve Martin.
Devenu un acteur de seconds rôles très demandé, il multiplie les apparitions au cinéma et à la télévision. Dans Blade Runner, il tient le rôle du capitaine Bryant. En 1985, il interprète un personnage de détective privé corrompu et repoussant dans Sang pour sang, des frères Coen, qui lui vaut le Spirit Award du meilleur acteur.

## Filmographie

### Télévision
- 1972 : The Sandy Duncan Show (série télévisée) : Alex Lembeck (épisodes inconnus)
- 1974 : Doctor Dan de Jackie Cooper (téléfilm) : Mr Wallace
- 1975 : Sarah T. - Portrait of a Teenage Alcoholic : Monsieur Peterson
- 1975 : Crime-club : Lieutenant Jack Doyle
- 1976 : The Invasion of Johnson County : Irvine
- 1977 : Alerte rouge : Shérif Sweeney
- 1978 : Superdome : Whitley
- 1978 : A Question of Guilt : McCartney
- 1979 : Chère détective : Capitaine Gorcey
- 1979 : No Other Love : DeFranco
- 1979 : Dear Detective (série télévisée) : Capitaine Garcey (épisodes inconnus)
- 1979 : Terreur à bord (The French Atlantic Affair) (série télévisée) : Harry
- 1979 : The Gift : Legion Commander
- 1980 : Skag (en) : Moran
- 1980 : City in Fear : Sheldon Lewis
- 1980 : High Noon, Part II: The Return of Will Kane : Harold Patton
- 1981 : À l'est d'Éden (East of Eden) (série télévisée) : Shérif Horace Quinn
- 1981 : Hellinger mène l'enquête (Hellinger's Law) : Monsieur Graebner
- 1983 : The Woman Who Willed a Miracle : Joe Lempke
- 1983 : Équipe de nuit (Night Partners) : Joe Kirby
- 1984 : The Outlaws : Warden MacDonald
- 1986 : Le Droit au meurtre (The Right of the People) : Mayor
- 1986 : Resting Place : Sarge
- 1986 : Au-dessus de tout soupçon (The Deliberate Stranger) : Inspecteur Sam Davies
- 1986 : Hero in the Family : Général Presser
- 1987 : Broken Vows : Inspecteur Mulligan
- 1987 : Le Rapt de Kari Swenson (The Abduction of Kari Swenson) : Don Nichols
- 1987 : Murder Ordained : Vern Humphrey
- 1989 : La Confrérie de la rose (Brotherhood of the Rose) : Hardy
- 1989 : Unsub (série télévisée) : Ned Platt (épisodes inconnus)
- 1989 : Les Contes de la Crypte : Jonas, Saison 1 Épisode 6 " La Collection " ( Collection Completed )
- 1990 : Love and Lies : Clyde Wilson
- 1990 : The Flash : Henry Allen
- 1991 : Usurpation d'identité (Fourth Story) : Harry
- 1992 : Wild Card : Mose
- 1992 : Quatre Yeux et un colt (Four Eyes and Six-Guns)
- 1994 : Probable Cause : Sadler
- 1995 : From the Mixed-Up Files of Mrs. Basil E. Frankweiler : Morris
- 1996 : La Loterie (The Lottery) : Chef Davis
- 1996 : Au-delà du réel : l'aventure continue (The Outer Limits) (série télévisée) : Sanford Vallé (Épisode 2.11 : Le refuge).
- 1996 : Madness of Method : Rudolph Thorndyke
- 1998 : Des hommes en blanc (Men in White) : assistant stagiaire de Stanley Snyder
- 1999 : X-Files (épisode Le Grand Jour) : Arthur Dales
- 1999 : Rusty le robot (Big Guy and Rusty the Boy Robot) (série télévisée) : Mack (épisodes inconnus)
- 1999 : Monster! : Lloyd
- 2001 : Le Journal intime d'un homme marié (The Mind of the Married Man) (série télévisée) : Randall Evans (épisodes inconnus)
- 2003 : Tracey Ullman in the Trailer Tales : Wally Westland

### Cinéma
- 1969 : Macadam Cowboy (Midnight Cowboy) : passager du bus
- 1969 : Stiletto
- 1969 : Alice's Restaurant : Group W Sergeant
- 1970 : End of the Road : Crab Man / Tutu Man
- 1970 : La Balade du bourreau (The Traveling Executioner) : Warden Brodski
- 1970 : Little Big Man : garde
- 1971 : Cold Turkey : Art, Disgruntled Townsman
- 1971 : Les Évadés de la planète des singes (Escape from the Planet of the Apes) : Gen. Winthrop's Aide
- 1971 : Le Rivage oublié (They Might Be Giants) : 1st Sanitation Man
- 1972 : On s'fait la valise, Doc? (What's Up, Doc?) : Officier
- 1972 : Get to Know Your Rabbit de Brian De Palma : Mr. Wendel
- 1973 : Kid Blue : Jonesy
- 1973 : Serpico : Chief Gallagher
- 1974 : Le Flambeur (The Gambler) de Karel Reisz : joueur à Las Vegas
- 1975 : Enfin l'amour (At Long Last Love) de Peter Bogdanovich : Harold
- 1975 : Le Prisonnier de la seconde avenue (The Prisoner of Second Avenue) : Doorman
- 1976 : En route pour la gloire (Bound for Glory) : mari
- 1976 : Nickelodeon : Père Logan
- 1976 : Mikey and Nicky : chauffeur de bus
- 1977 : La Castagne (Slap Shot) de George Roy Hill : Dickie Dunn
- 1977 : Les Naufragés du 747 (Airport '77) : Dr Williams
- 1978 : Le Récidiviste (Straight Time) d'Ulu Grosbard : Earl Frank
- 1979 : The Fish That Saved Pittsburgh : Wally Cantrell
- 1979 : Un vrai schnock (The Jerk) : Madman
- 1980 : Brubaker : C.P. Woodward
- 1980 : La Guerre des abîmes (Raise the Titanic) de Jerry Jameson : Master Chief Walker
- 1980 : Des gens comme les autres (Ordinary People) : Coach Salan
- 1981 : Back Roads : Arthur
- 1981 : Les Rouges (Reds) : Speaker - Liberal Club
- 1982 : Rue de la sardine (Cannery Row) de David S. Ward : Mack
- 1982 : The Escape Artist de Caleb Deschanel : Fritz
- 1982 : Blade Runner : Bryant
- 1982 : Fast-Walking : sergent Sanger
- 1983 : Le Mystère Silkwood (Silkwood) de Mike Nichols : Walt Yarborough
- 1984 : Courage : Colonel Crouse
- 1984 : Scandalous : Simon Reynolds
- 1984 : Le Pape de Greenwich Village (The Pope of Greenwich Village) : détective Burns
- 1984 : Grandview, U.S.A. : Mr. Clark
- 1984 : Sang pour sang (Blood Simple.) : Loren Visser (private detective)
- 1984 : Portés disparus (Missing in Action) : Tuck
- 1985 : Fletch aux trousses (Fletch) de Michael Ritchie : Dr Joseph Dolan
- 1986 : Vanishing America (vidéo) : Earl Crockett
- 1986 : La Dernière Passe (The Best of Times) : Charlie
- 1986 : Femme de choc (Wildcats) : Walt Coes
- 1986 : Critters : Harv'
- 1986 : À fond la fac (Back to School) : Coach Turnbull
- 1987 : Arizona Junior (Raising Arizona) : Machine Shop Ear-Bender
- 1987 : Bigfoot et les Henderson (Harry and the Hendersons) : George Henderson Sr.
- 1987 : 260 chrono (No Man's Land) : capitaine Haun
- 1988 : Milagro (The Milagro Beanfield War) : Gouverneur
- 1988 : Meurtre à Hollywood (Sunset) : Chief Marvin Dibner
- 1988 : Retour à la vie (Clean and Sober) : Richard Dirks
- 1988 : War Party (en) de Franc Roddam : Colin Ditweiler
- 1989 : Thunderground : évangéliste
- 1989 : Le Scorpion rouge (Red Scorpion) : Dewey Ferguson
- 1989 : The Mighty Quinn : Fred Miller
- 1989 : Catch Me If You Can : Johnny Phatmun
- 1989 : Chattahoochee : Morris
- 1990 : Le Seul Témoin (Narrow Margin) : sergent Dominick Benti
- 1991 : Sundown: The Vampire in Retreat (en) : Mort Bisby
- 1992 : The Naked Truth (en) : Garcia / Gesundheim
- 1992 : Meurtre dans l'objectif (Killer Image) : John Kane
- 1992 : Sables mortels (White Sands) : Bert Gibson
- 1992 : Equinox : Pete Petosa
- 1993 : Bitter Harvest de Duane Clark (en) : sherif Bob
- 1993 : La Musique du hasard (The Music of Chance) : Calvin Murks
- 1993 : Mise à feu (Wilder Napalm) : Fire Chief
- 1994 : Le Petit ange (en) (Relative Fear) de George Mihalka : Earl Ladelle
- 1994 : Les Robberson enquêtent (Cops and Robbersons)
- 1994 : Camp Nowhere : T.R. Polk
- 1994 : L'Insigne de la honte (The Glass Shield) : Hal
- 1995 : Dead Badge : sergent Miller Hoskins
- 1995 : Criminal Hearts : Martin
- 1995 : Les Black panthers (Panther) : Dorsett
- 1995 : Sauvez Willy 2 (Free Willy 2: The Adventure Home) : Bill Wilcox
- 1996 : The Killing Jar : sherif Foley
- 1996 : Portraits of a Killer : Raymond Garrison
- 1996 : Le Droit de tuer ? (A Time to Kill) : Dr Willard Tyrell 'W.T.' Bass (the Defense Psychologist)
- 1996 : Albino Alligator : Dino
- 1996 : Roméo + Juliette (Romeo + Juliet) : Apothecary
- 1997 : Rétroaction (Retroactive) : Sam
- 1997 : Le Mariage de mon meilleur ami (My Best Friend's Wedding) : Joe O'Neal
- 1998 : L'Heure magique (Twilight) : Lester Ivar
- 1998 : Chairman of the Board : Freemont
- 1998 : Erasable You : Ralph Worth
- 1998 : Seule contre tous (Nightmare in Big Sky Country) : Marshal Phillips
- 1999 : Wild Wild West : Coleman
- 1999 : Le Géant de fer (The Iron Giant) : Earl Stutz (voix)
- 1999 : L'Ombre d'un soupçon (Random Hearts) : Billy
- 1999 : Me and Will : Dean
- 2000 : Eyeball Eddie : Coach Cook
- 2000 : Poor White Trash : juge Pike
- 2000 : Jack of Hearts : Commissioner Menlo Boyce
- 2001 : Christmas in the Clouds : Stu O'Malley
- 2002 : Chiens des neiges (Snow Dogs) : George Murphy
- 2003 : Baggage : Sandy Westphall
- 2004 : Greener Mountains : Muggs
- 2004 : Un Noël de folie ! (Christmas with the Kranks) : Walt Scheel
- 2005 : Zig Zag, l'étalon zébré (Racing Stripes) : Woodzie
- 2008 : Le Grand Stan (Big Stan) : Lew Popper
- 2012 : La Drôle de vie de Timothy Green (The Odd Life of Timothy Green) : Oncle Bob
- 2012 : L'Ombre du mal (The Raven) : Geselbracht
- 2014 : Calvary : l'écrivain
- 2019 : À couteaux tirés de Rian Johnson : le garde
- 2022 : The Immaculate Room de Mukunda Michael Dewil : Harry Frith
- 2024 : Brothers de Max Barbakow